# 클라이언트 (컴퓨팅)

클라이언트 서버 모델을 통해 서버와 통신하는 컴퓨터 망 다이어그램

컴퓨터 네트워크에서 클라이언트(client)는 클라이언트 서버 모델의 컴퓨터 망에서 서버라고 불리는 다른 컴퓨터로부터 정보를 얻는 컴퓨터이다. 서버는 종종 (항상 그런 것은 아니지만) 다른 컴퓨터 시스템에 있으며, 이 경우 클라이언트는 네트워크를 통해 서비스에 접근한다.
클라이언트는 운영의 일부로 다른 프로그램에 요청을 보내거나, 서버(다른 컴퓨터에 있거나 없을 수 있음)가 제공하는 서비스에 접근하는 컴퓨터 하드웨어 또는 소프트웨어에 의존하는 컴퓨터 프로그램이다. 예를 들어, 웹 브라우저는 웹 서버에 연결하여 표시할 웹 페이지를 가져오는 클라이언트이다. 이메일 클라이언트는 메일 서버에서 전자우편을 가져온다. 채팅은 사용되는 채팅 프로토콜에 따라 다양한 클라이언트를 사용한다. 다인용 비디오 게임 또는 온라인 비디오 게임은 각 컴퓨터에서 클라이언트로 실행될 수 있다. "클라이언트"라는 용어는 클라이언트 소프트웨어를 실행하는 컴퓨터나 장치 또는 클라이언트 소프트웨어를 사용하는 사용자에게도 적용될 수 있다.
클라이언트는 오늘날에도 사용되는 클라이언트 서버 모델의 일부이다. 클라이언트와 서버는 동일한 기계에서 실행되는 컴퓨터 프로그램일 수 있으며, 프로세스 간 통신 기술을 통해 연결된다. 인터넷 소켓과 결합하여 프로그램은 인터넷 프로토콜 스위트를 통해 원격 시스템에서 작동하는 서비스에 연결할 수 있다. 서버는 잠재적인 클라이언트가 수락할 수 있는 연결을 시작하기를 기다린다.
이 용어는 처음에는 자체 독립형 프로그램을 실행할 수 없지만 네트워크를 통해 원격 컴퓨터와 상호 작용할 수 있는 장치에 적용되었다. 이러한 단말기는 시분할 메인프레임의 클라이언트였다.

## 유형
|                  | 로컬 스토리지에 의존 | 로컬 CPU에 의존 |
| 팻 클라이언트    | 예                   | 예              |
| 디스크 없는 노드 | 아니요               | 예              |
| 신 클라이언트    | 아니요               | 아니요          |

한 가지 분류에서는 클라이언트 컴퓨터와 장치를 팻 클라이언트, 신 클라이언트, 또는 디스크 없는 노드로 구분한다.

### 팻 클라이언트
팻 클라이언트(리치 클라이언트 또는 팻 클라이언트라고도 함)는 대부분의 데이터 처리 작업을 자체적으로 수행하며 반드시 서버에 의존하지는 않는 클라이언트이다. 개인용 컴퓨터는 상대적으로 많은 기능과 능력, 그리고 서버에 대한 낮은 의존성 때문에 팻 클라이언트의 일반적인 예이다. 예를 들어, 크리타나 스케치업과 같은 아트 소프트웨어를 실행하여 작업 결과물을 네트워크에 공유하는 컴퓨터는 팻 클라이언트이다. 파일을 네트워크를 통해 송수신하는 것을 제외하고 거의 전적으로 독립 실행형으로 작동하는 컴퓨터는 표준적으로 워크스테이션이라고 불린다.

### 신 클라이언트

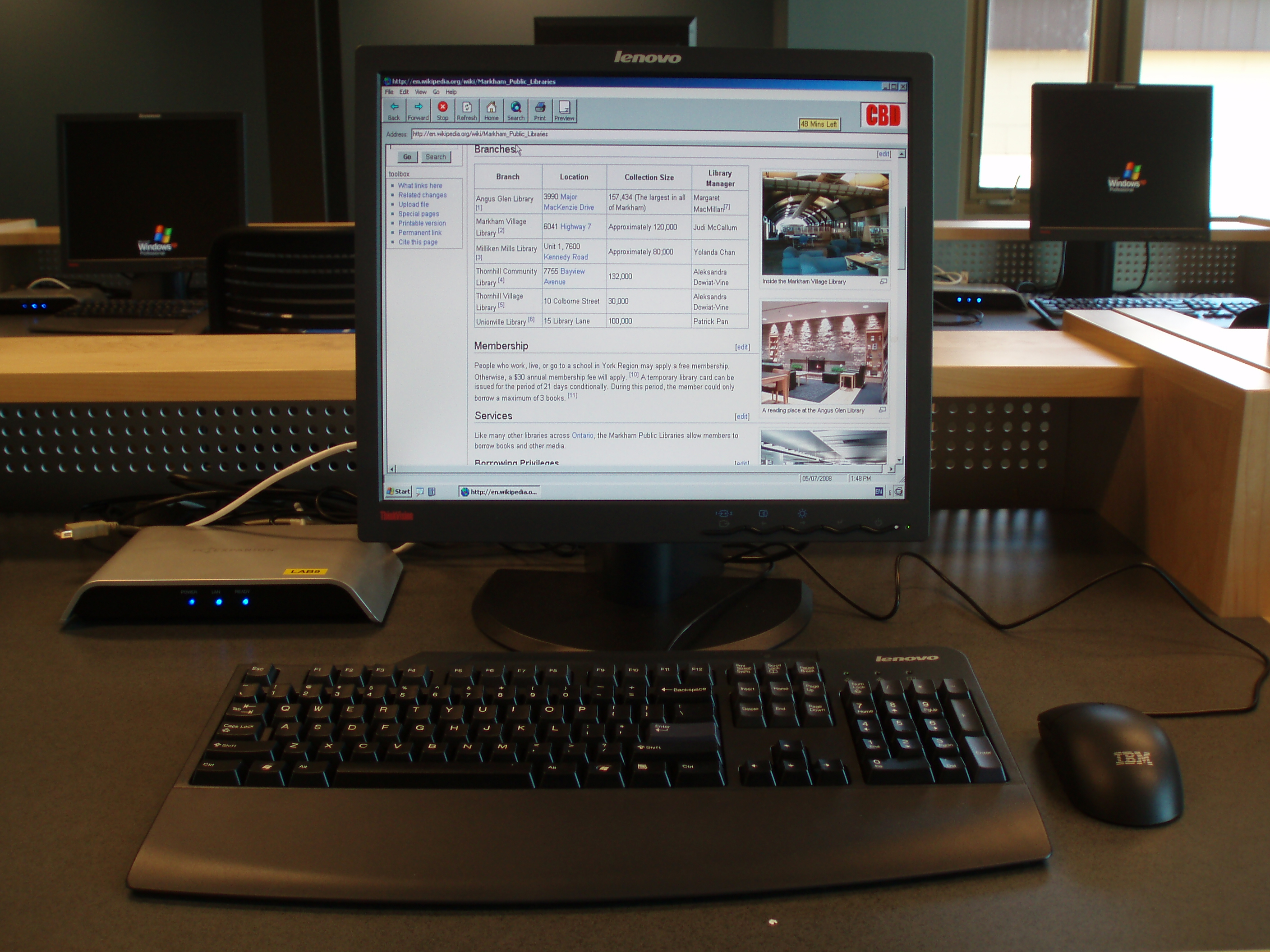
신 클라이언트 컴퓨터

신 클라이언트는 최소한의 클라이언트이다. 신 클라이언트는 호스트 컴퓨터의 리소스를 사용한다. 신 클라이언트는 일반적으로 필요한 데이터 처리의 대부분을 수행하는 웹 애플리케이션 서버가 제공하는 처리된 데이터만 표시한다. 웹 애플리케이션(예: 오피스 웹 앱스)을 사용하는 장치는 신 클라이언트이다.

### 디스크 없는 노드
디스크 없는 노드는 위 두 클라이언트 모델의 혼합형이다. 팻 클라이언트와 유사하게 로컬에서 처리하지만 영구적인 데이터 저장을 위해 서버에 의존한다. 이 접근 방식은 팻 클라이언트(멀티미디어 지원, 고성능)와 신 클라이언트(높은 관리 용이성, 유연성)의 기능을 모두 제공한다. 디아블로 III의 온라인 버전을 실행하는 장치는 디스크 없는 노드의 예이다.

## 같이 보기
- 서버
- 클라이언트 서버 시스템
- 데몬